# Heka (mitologia)

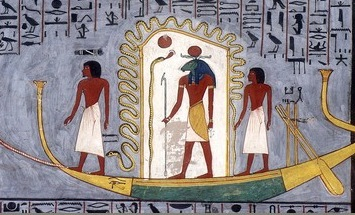
Heka, (primo a destra) come rappresentato nella tomba di Ramesse I (KV16)

Nella religione egizia, Heka (detto anche Hike) era la deificazione della magia, essendo il suo nome derivato dall'egizio ḥk3w abitualmente tradotto con magia.
Secondo la scrittura egizia (Testi sei Sarcofagi, spell 261), Heka esisteva "prima della nascita della dualità", creato da un dio quando ancora non esistevano "due cose".
Il termine "Heka" era usato anche per la pratica di riti magici. Il termine in lingua copta "hik" deriva dall'antico egizio.

## Nella mitologia
Heka significa letteralmente colui che attiva il Ka, l'aspetto dell'anima che incorpora la personalità. Gli Egizi pensavano che la magia operasse attivando la potenza dell'anima. "Heka" implica anche grande potenza ed influenza, particolarmente se si parla del Ka degli dei. Heka agiva assieme ad Hu, il principio della parola divina, e Sia, il concetto della divina onniscienza, per creare le basi della "potenza creativa" sia nel mondo mortale che in quello divino.
Essendo uno che attiva il Ka, Heka viene anche definito figlio di Atum, creatore delle cose in generale, o occasionalmente figlio di Khnum, che creò lo specifico Ba personale (un altro aspetto dell'anima). Essendo figlio di Khnum, sua madre sarebbe stata Menhit.
Il geroglifico che rappresenta il suo nome è un pezzo di lino con un paio di braccia alzate; somiglia anche vagamente ad un paio di serpenti intrecciati tra le braccia di qualcuno. Di conseguenza, si dice anche che Heka abbia combattuto e vinto due serpenti, ed era solitamente raffigurato come un uomo che strozza due serpenti intrecciati. Medicina e dottori sono visti come rami della magia, per cui i sacerdoti di Heka svolgevano anche queste attività.

## Culto
Gli egizi credevano che, con l'aiuto di Heka, potessero influenzare il mondo degli dei e guadagnare protezione, salute ed aiuto. Il vivere laico e religioso non era distinto nel mondo egizio. Ogni aspetto della vita, del mondo, di piante ed animali, l'esistenza mortale, le pratiche del culto e l'oltretomba, erano connessi al potere ed all'autorità degli dei.
Il dio Heka distrusse il serpente Apopi, nemico di Ra ed ebbe un culto fin dall'Antico Regno.